# Valognes
 Valognes  es una población y comuna francesa, situada en la región de Baja Normandía, departamento de Mancha, en el distrito de Cherbourg-Octeville. Es el chef-lieu del cantón de su nombre.

## Demografía
| 5481 | 5932 | 5871 | 6727 | 7412 | 7537 |
| Para los censos de 1962 a 1999 la población legal corresponde a la población sin duplicidades (Fuente: INSEE [Consultar]) |      |      |      |      |      |

## Galería

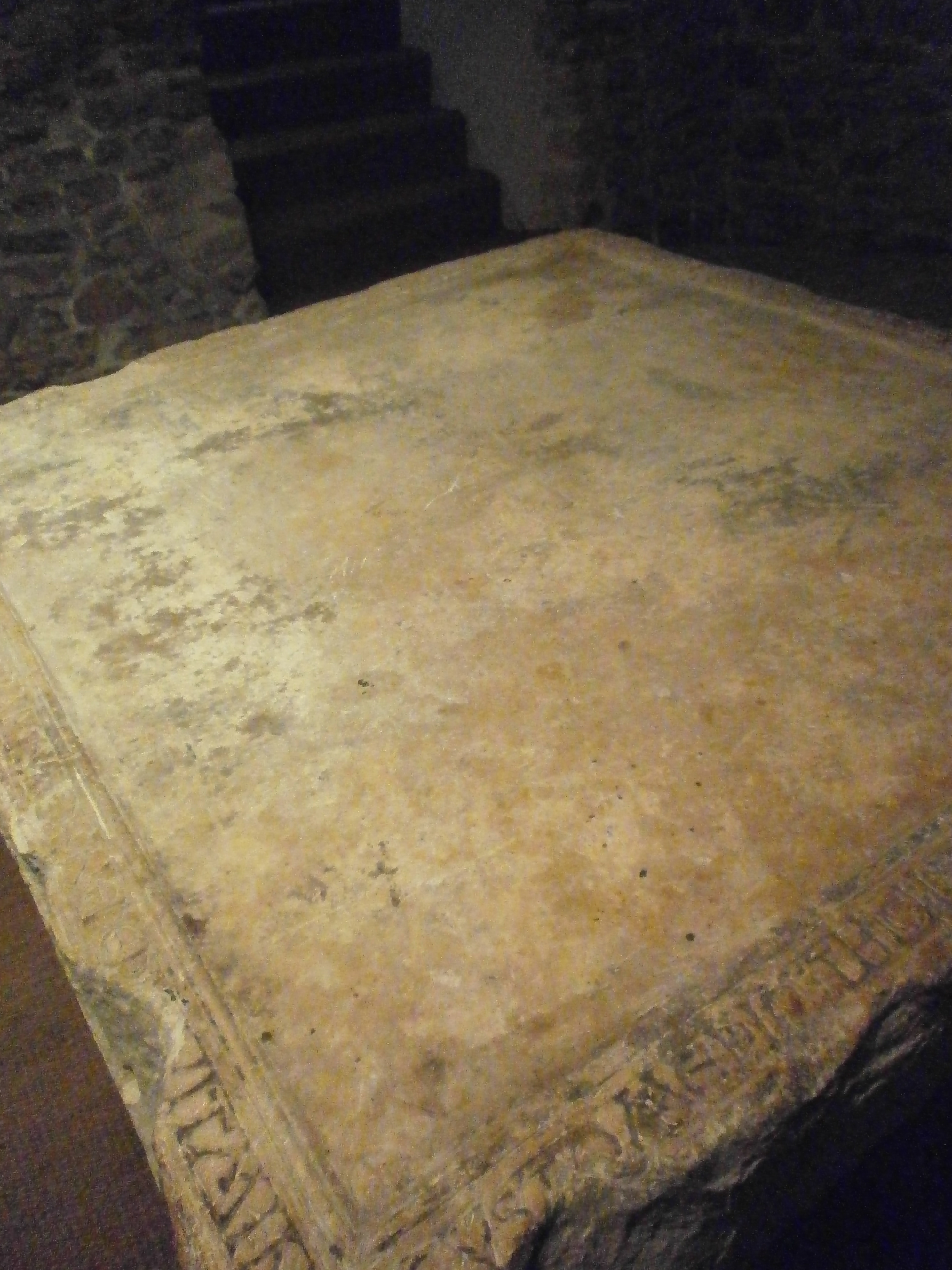
Altar del antiguo convento de Cam, biblioteca municipal de Valognes
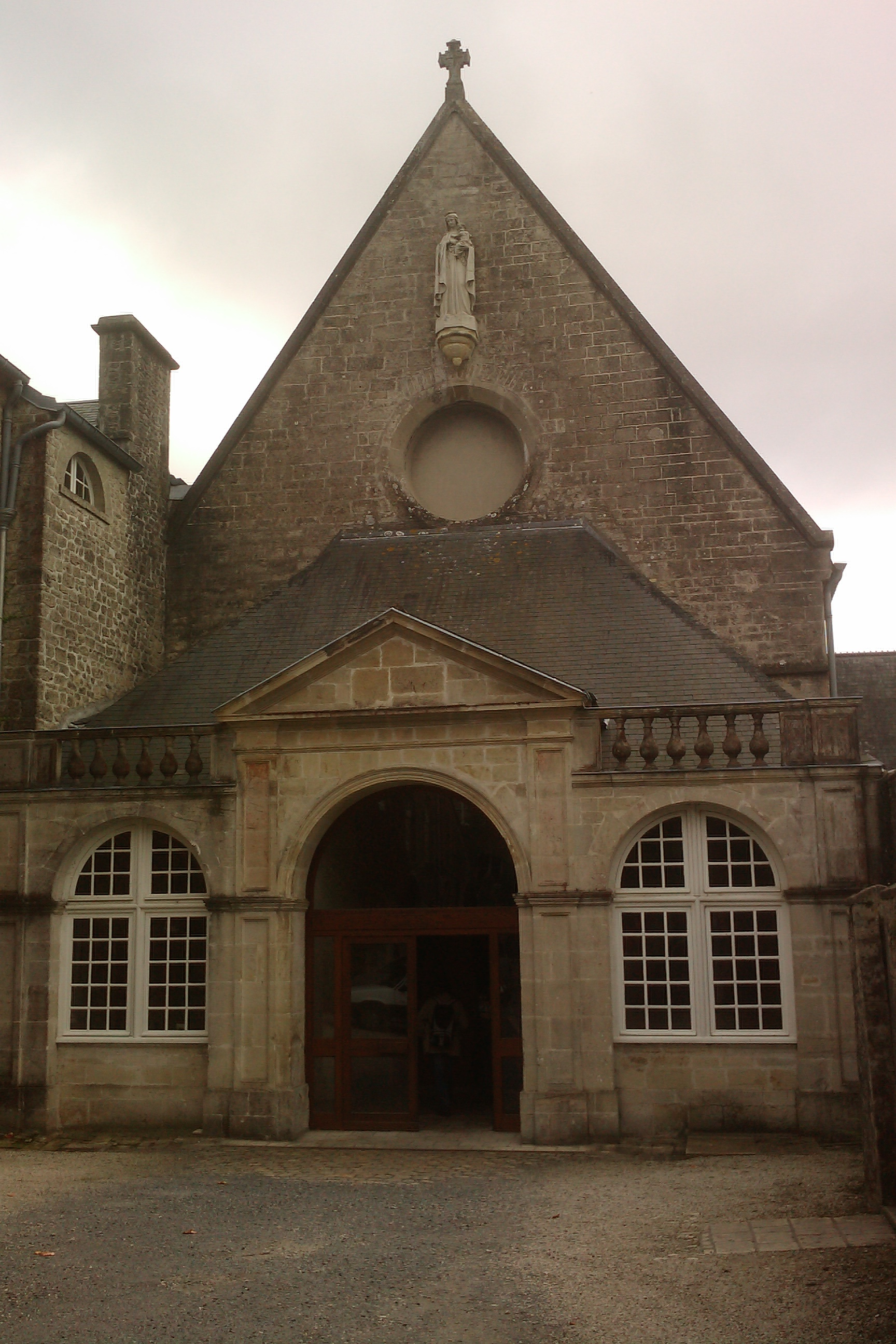
Abadía de Nuestra Señora de la Protección
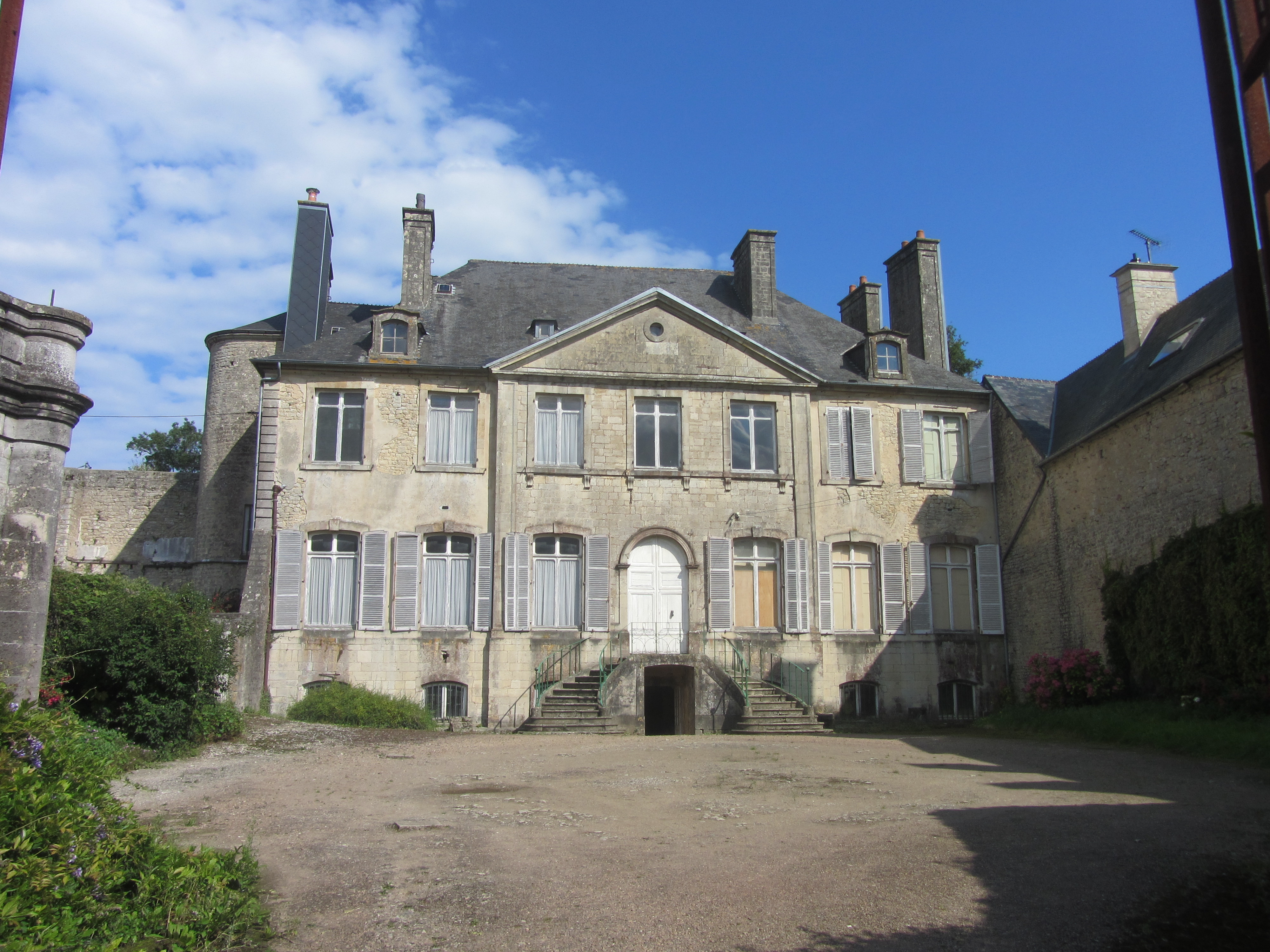
Hôtel Clérel de Tocqueville